# Cuscuta californica
Cuscuta californica är en vindeväxtart som beskrevs av Jacques Denys Denis Choisy. Cuscuta californica ingår i släktet snärjor, och familjen vindeväxter.

## Underarter
Arten delas in i följande underarter:
- C. c. apiculata
- C. c. breviflora
- C. c. papillosa

## Bildgalleri

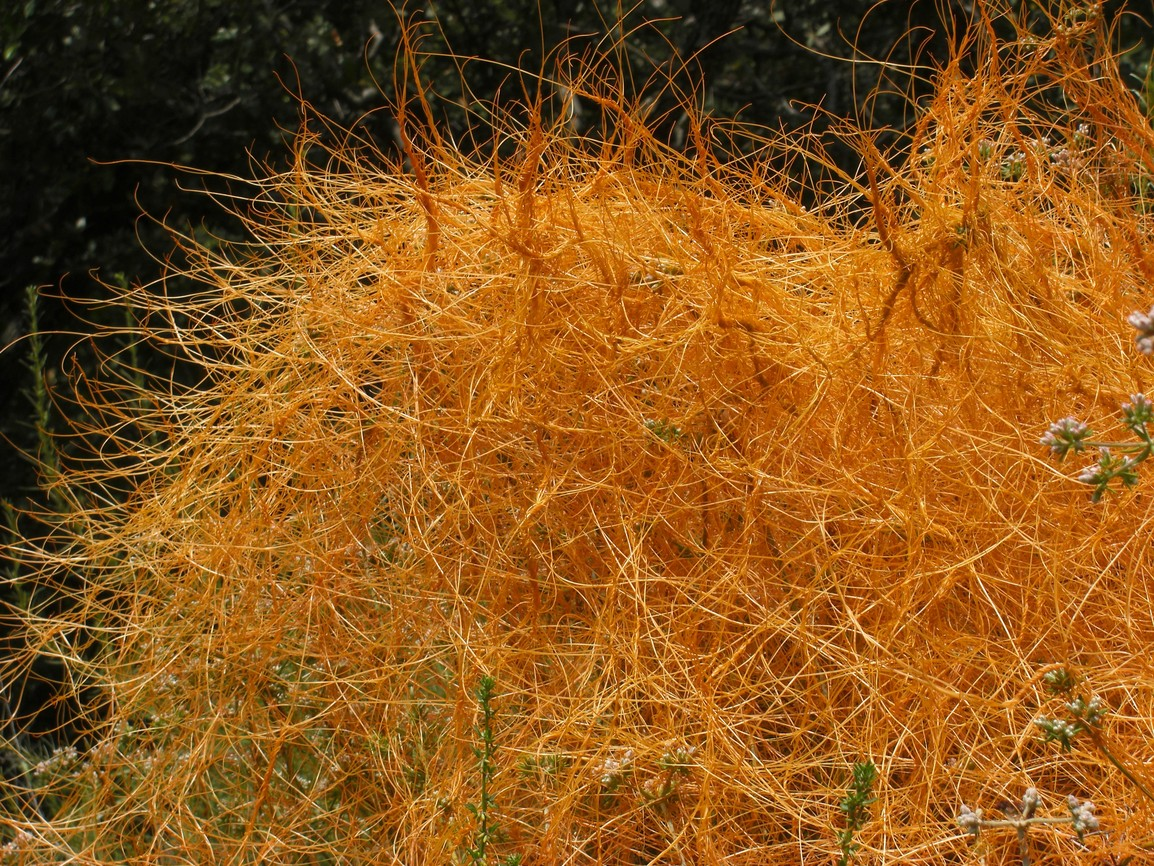
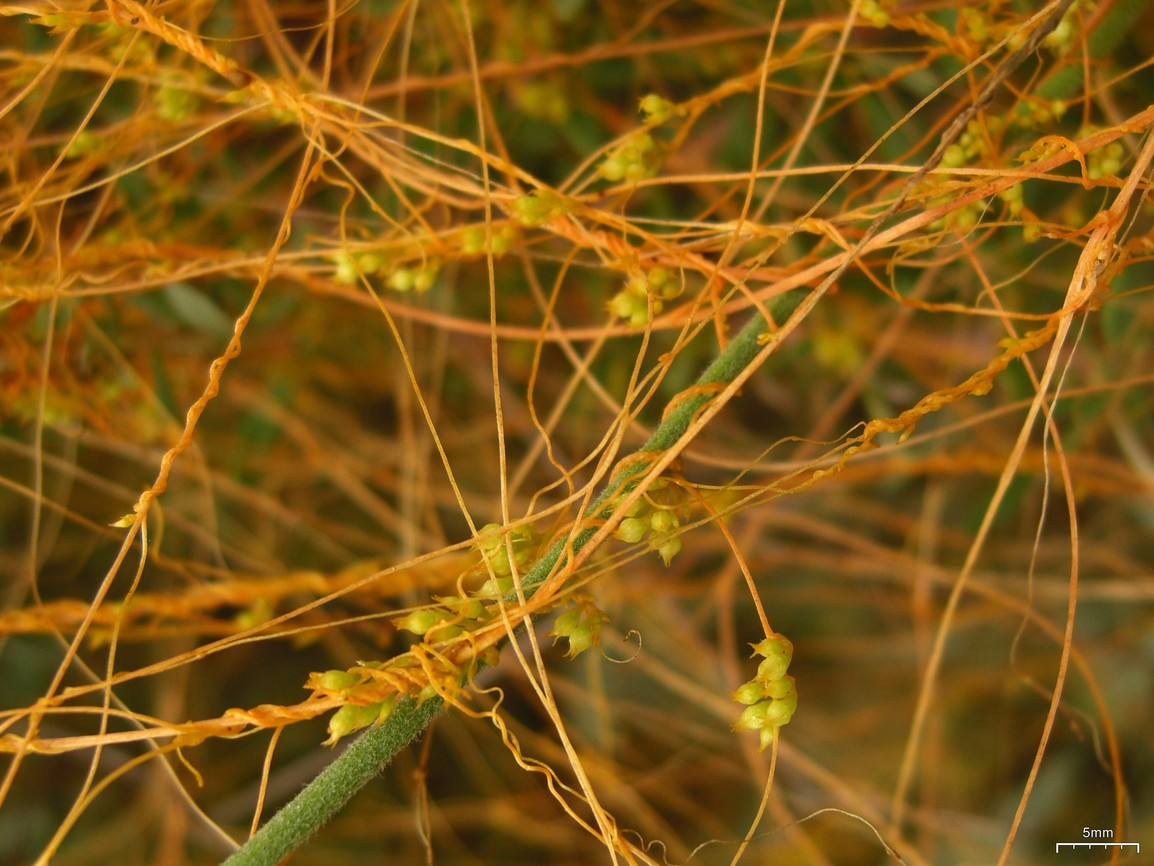
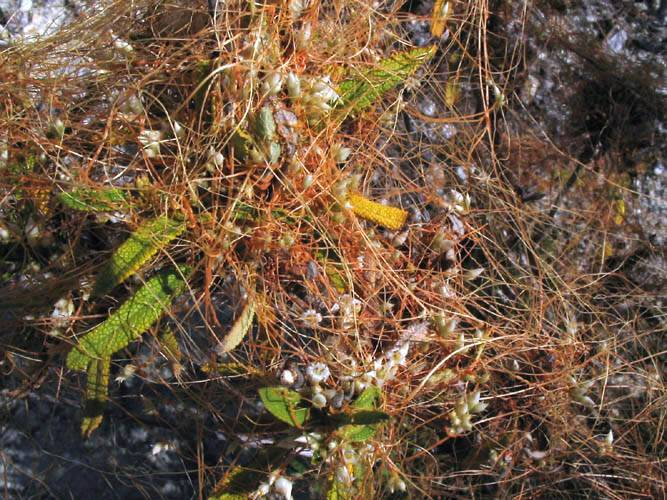
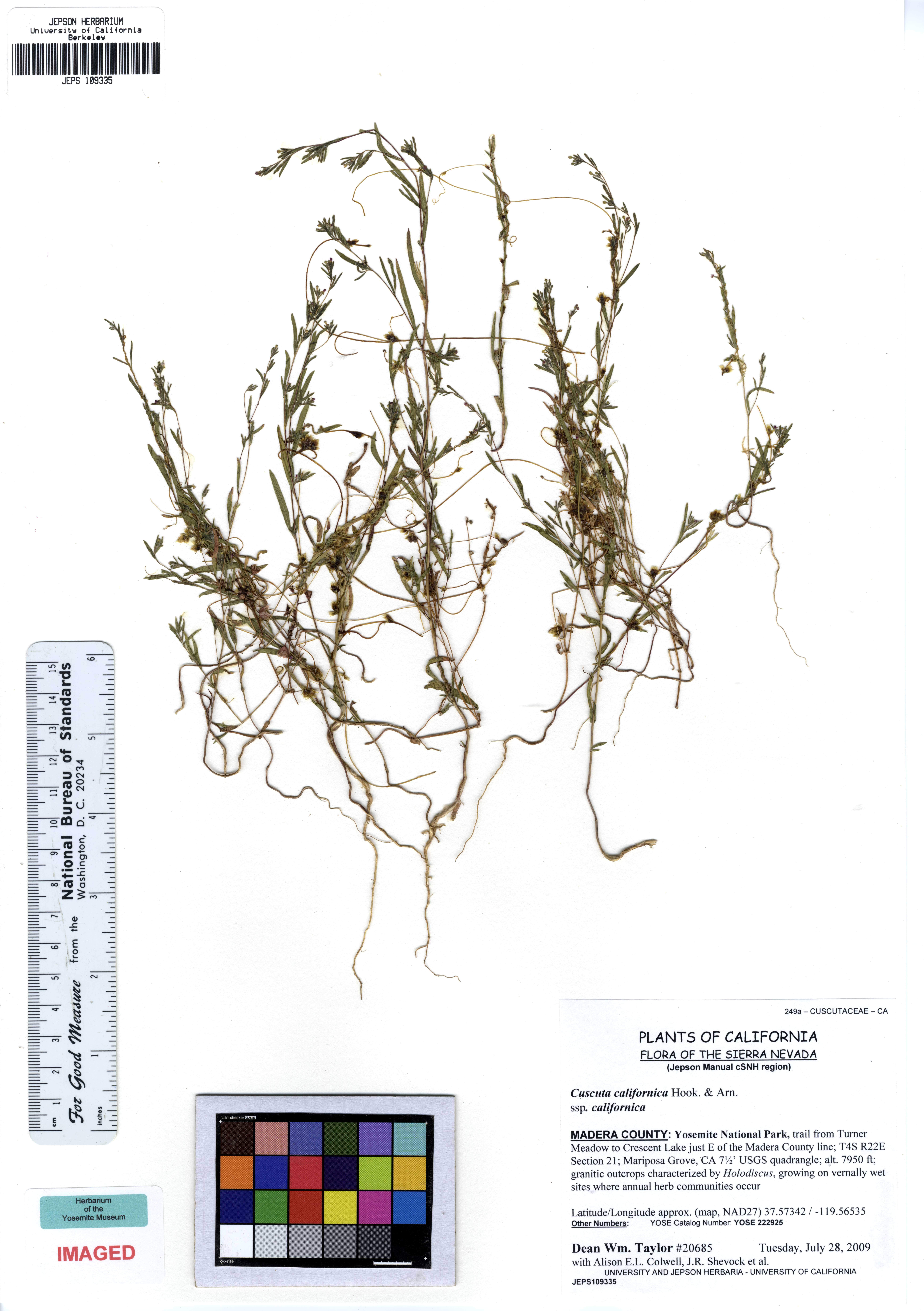